# Helige Andes kyrkoruin, Visby

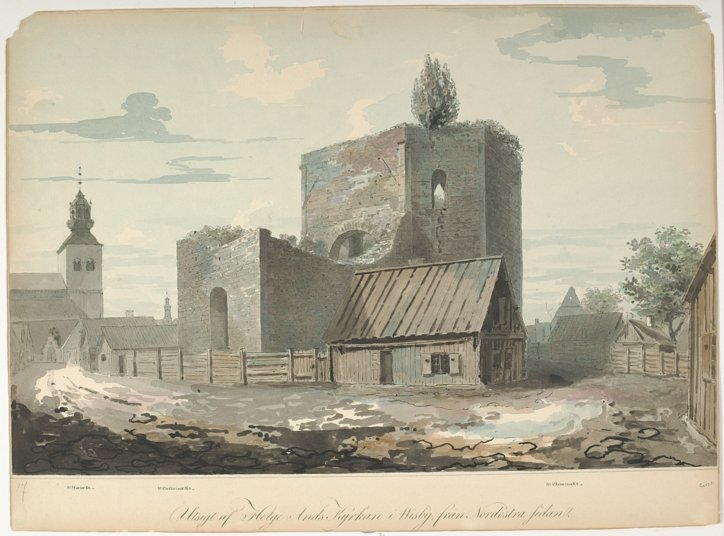
Ruinen från nordost. Akvarellerad teckning från 1807 av Jacob Wilhelm Gerss.

Helgeand, vanligen Helgeandskyrkan, är en kyrkobyggnad (ruin) i Visby i Visby stift. Kyrkan byggdes i början av 1200-talet.
Kyrkans identitet har varit livligt omtvistad. Vissa har velat identifiera den med ett kapell för det danska knutsgillet, som skall ha uppförts med stöd av danske kung Valdemar (därav likheterna med den danske kungens kapell i Store Heddinge). Noteras bör dock att något sådant kapell inte finns dokumenterat.
Andra identifierar istället Helgeandskyrkan som Sankt Jakobs kyrka, omtalad första gången 1226 och då tillhörig den tyske biskopen Albert i Riga. Rigabiskopen gjorde bruk av sin patronatsrätt fram till 1270-talet, varefter han överlät Sankt Jakob åt kyrkoherden i Helga trefaldighetskyrkan. Kyrkan skall därefter i slutet av 1300-talet eller början av 1400-talet överlåtits till nunnorna i Solberga kloster, och antas först efter reformationen tillfallit det angränsande Helgeandshuset. Troligen skedde det mellan 1400 och 1420.
Ett helgeandshus omtalas i Visby redan på 1290-talet, men uppgifterna om detta helgeandshus är mycket knapphändiga. Hospitalet/helgeandshusets verksamhet i kvarteret med Helgeandskyrkans ruin kan beläggas först efter reformationen. 
En hostpitalkyrka fanns då även här. Av ett synesinstrument från 1736 framgår att den var av sten med tegeltak och valvslagen, På en tomtkarta från 1767 framgår att den var omkring 16 × 10,5 meter. Hospitalskyrkan revs 1783 men delar av den fanns kvar som ruin in på 1800-talet, avbildad som etsning 1804 och finns med på en tomtkarta från 1807. Idag finns inga synliga rester kvar av hospitalskyrkan.

Kyrkan har åtta sidor och är byggd i två våningar. De båda våningarna har ett gemensamt kor. Kyrkan går ytterst tillbaka på kejsar Karl den Stores palatskapell i Aachen, men liknar som ovan nämnt även danske kungens nämnda kapell vid Store Heddinge och den biskopliga kyrkan Schwarzrheindorf utanför Bonn. Runda och mångkantiga kyrkor blev populära under korstågstiden, och inspirerades ofta av Heliga gravens kyrka och Klippmoskén, som vid denna tid uppfattades som det ursprungliga Jerusalems tempel.

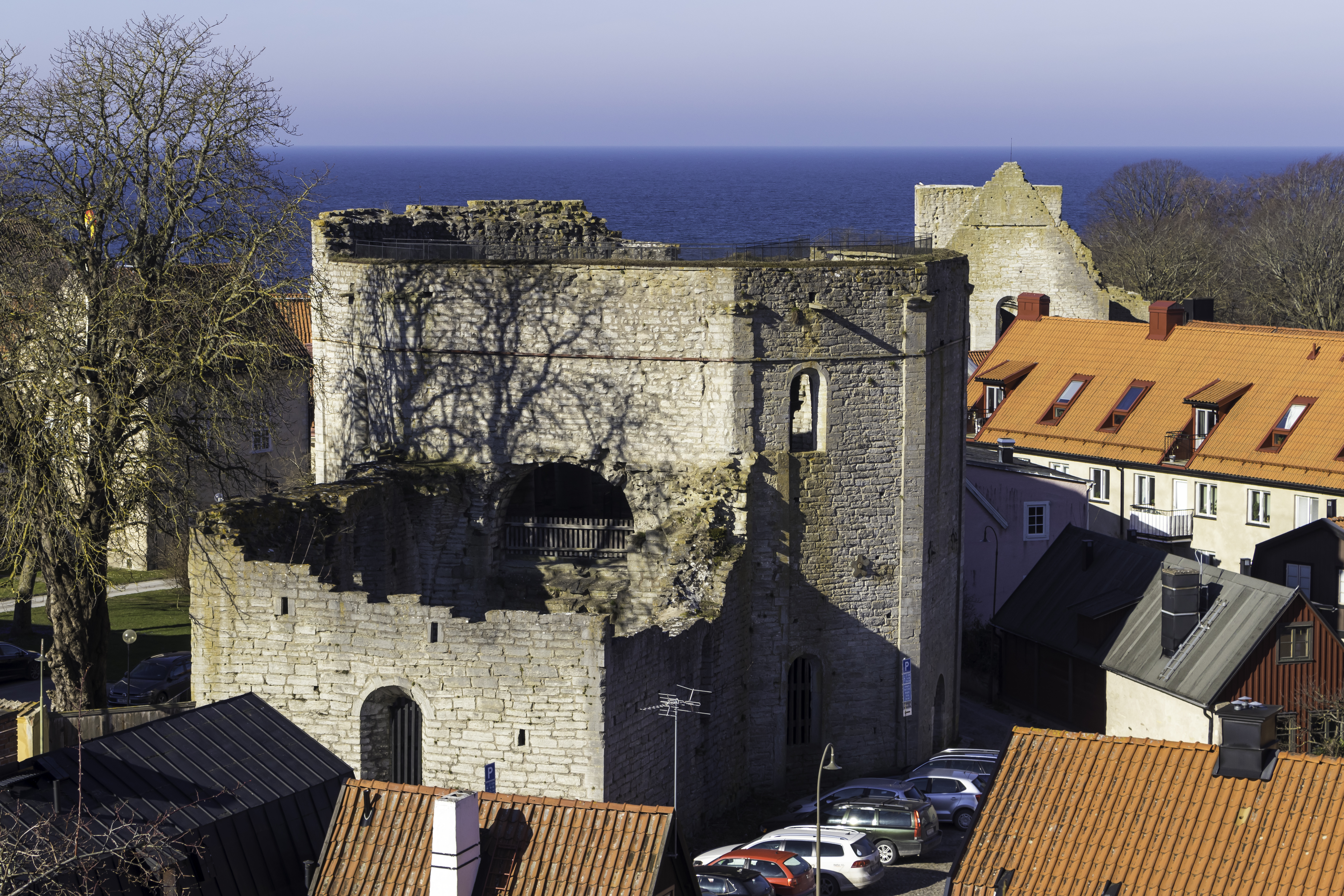
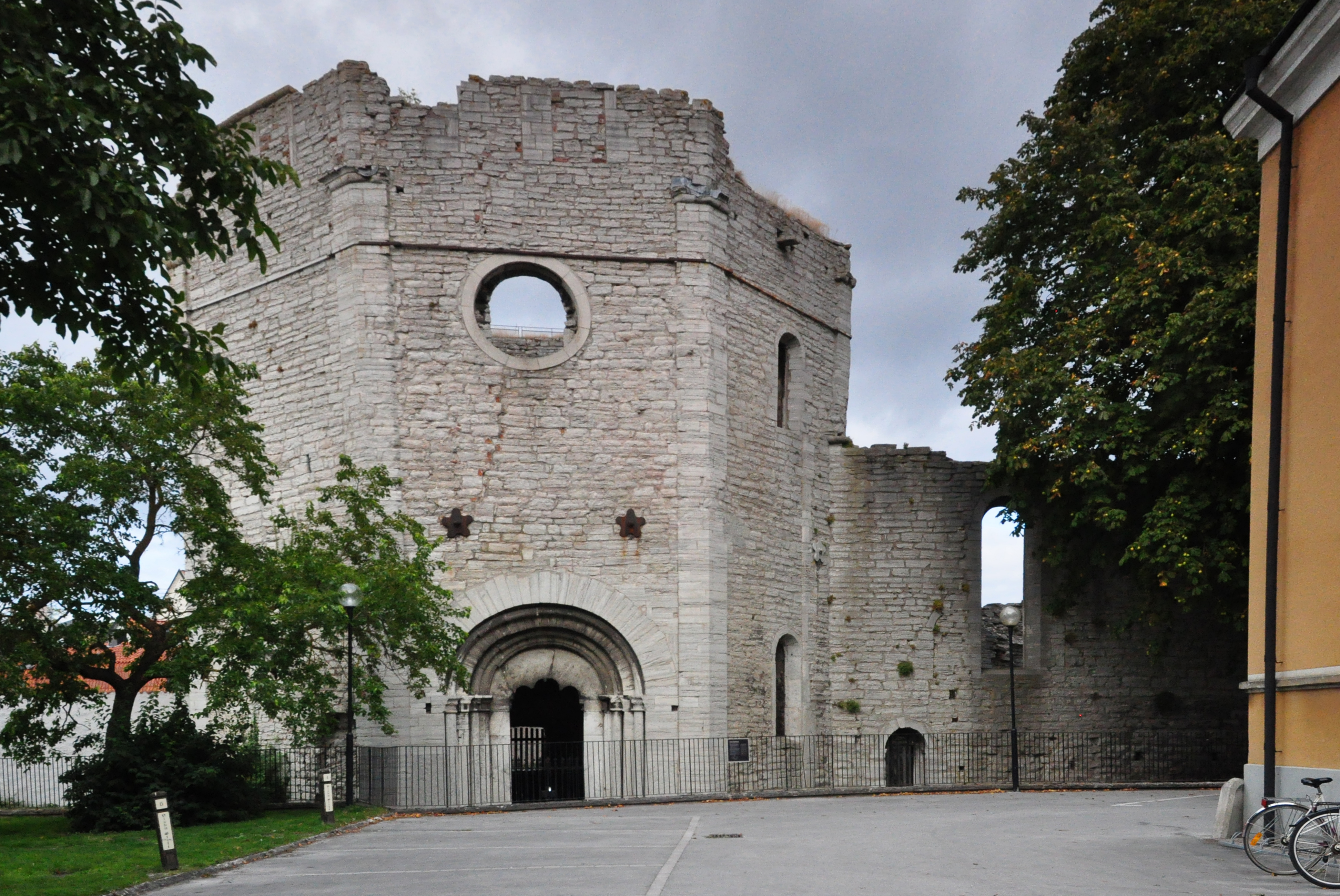
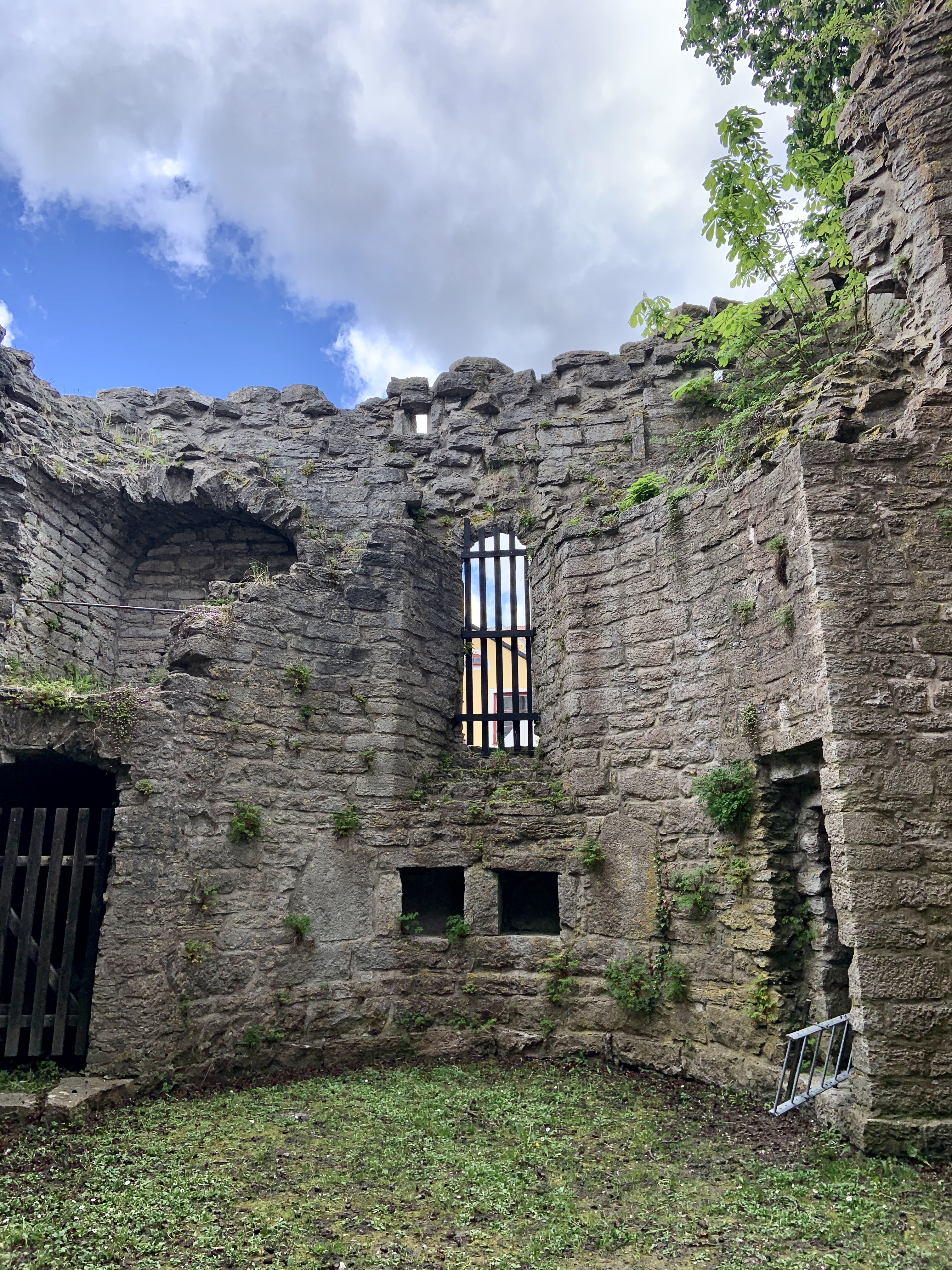
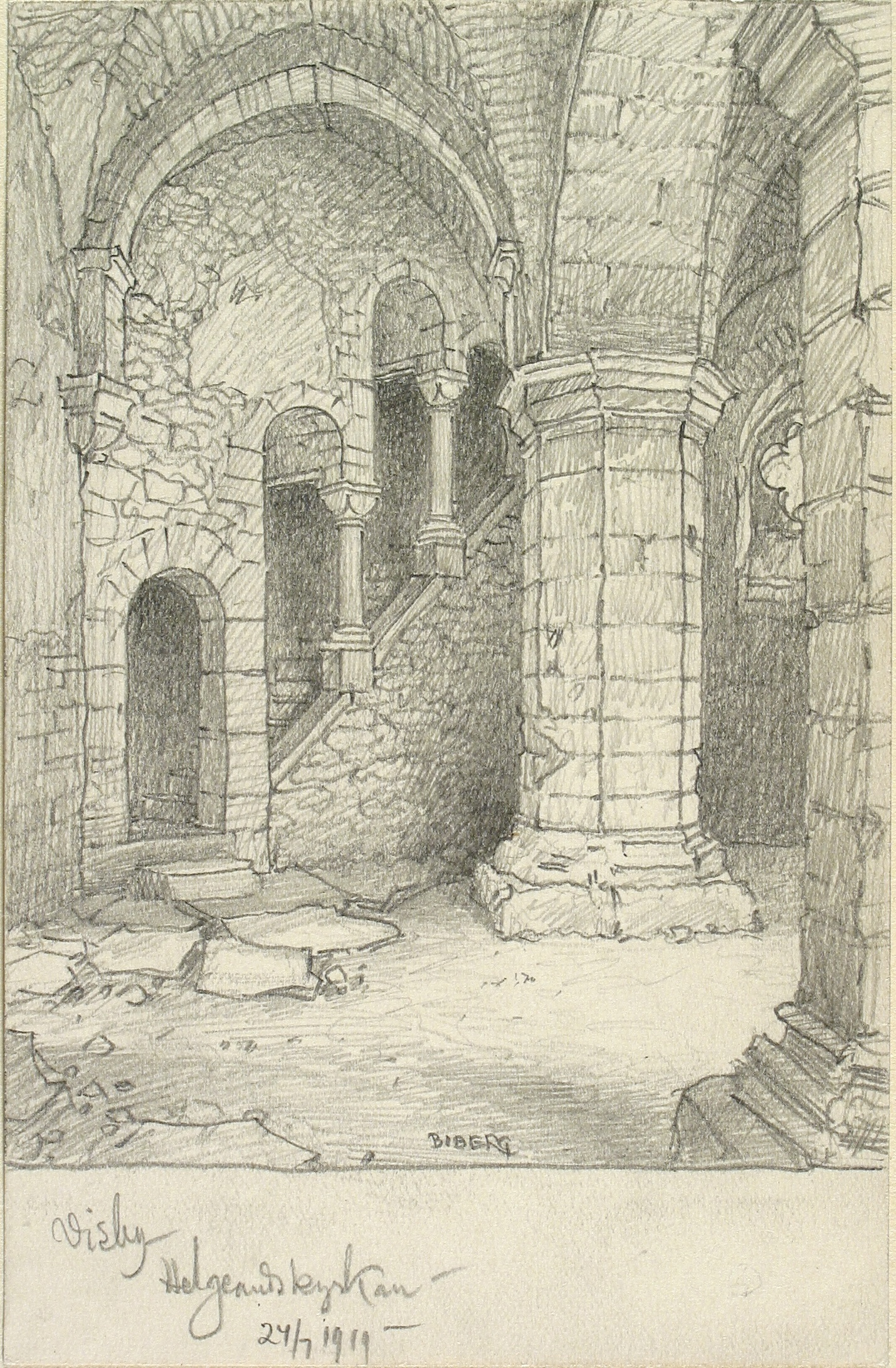
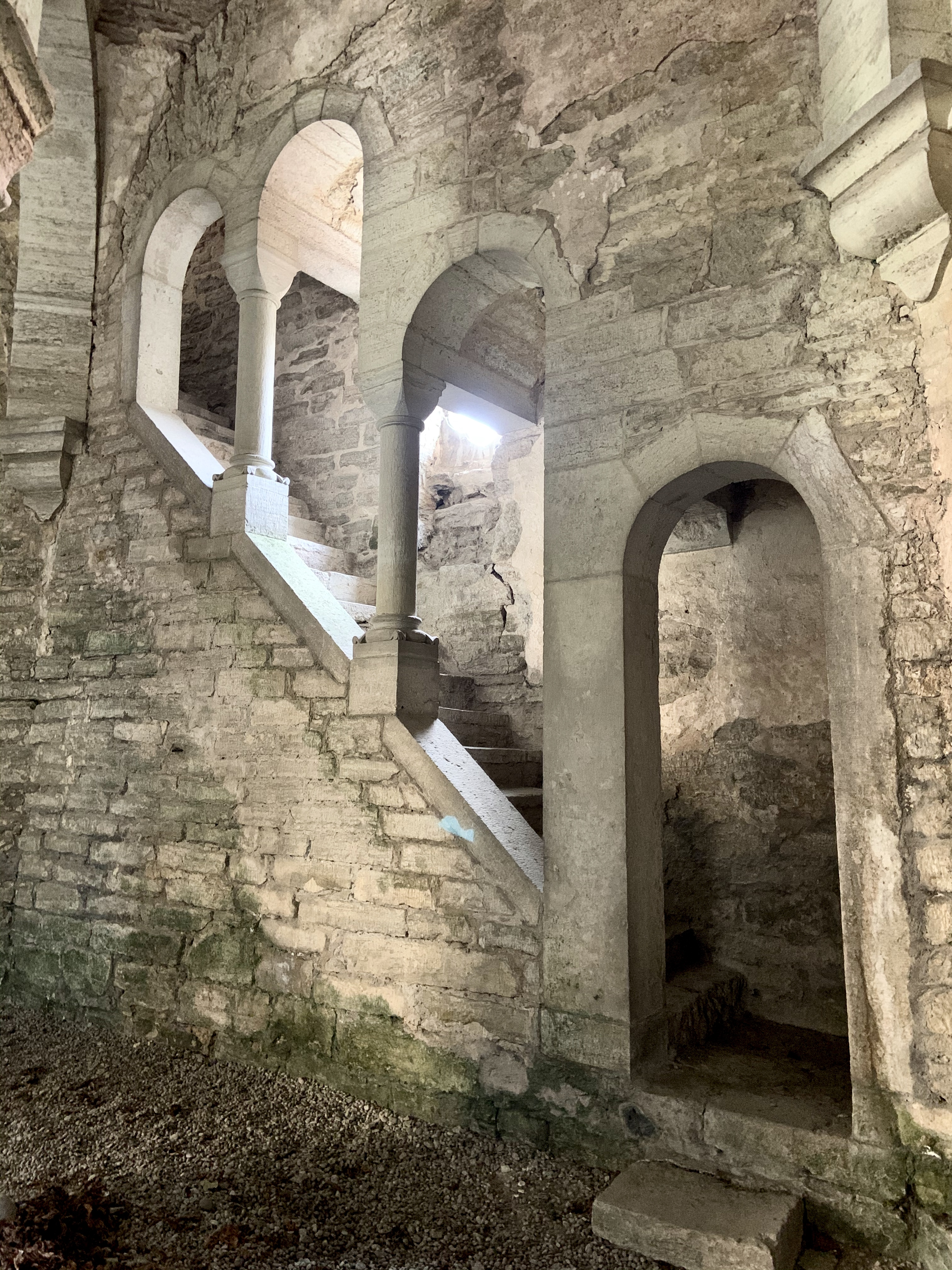
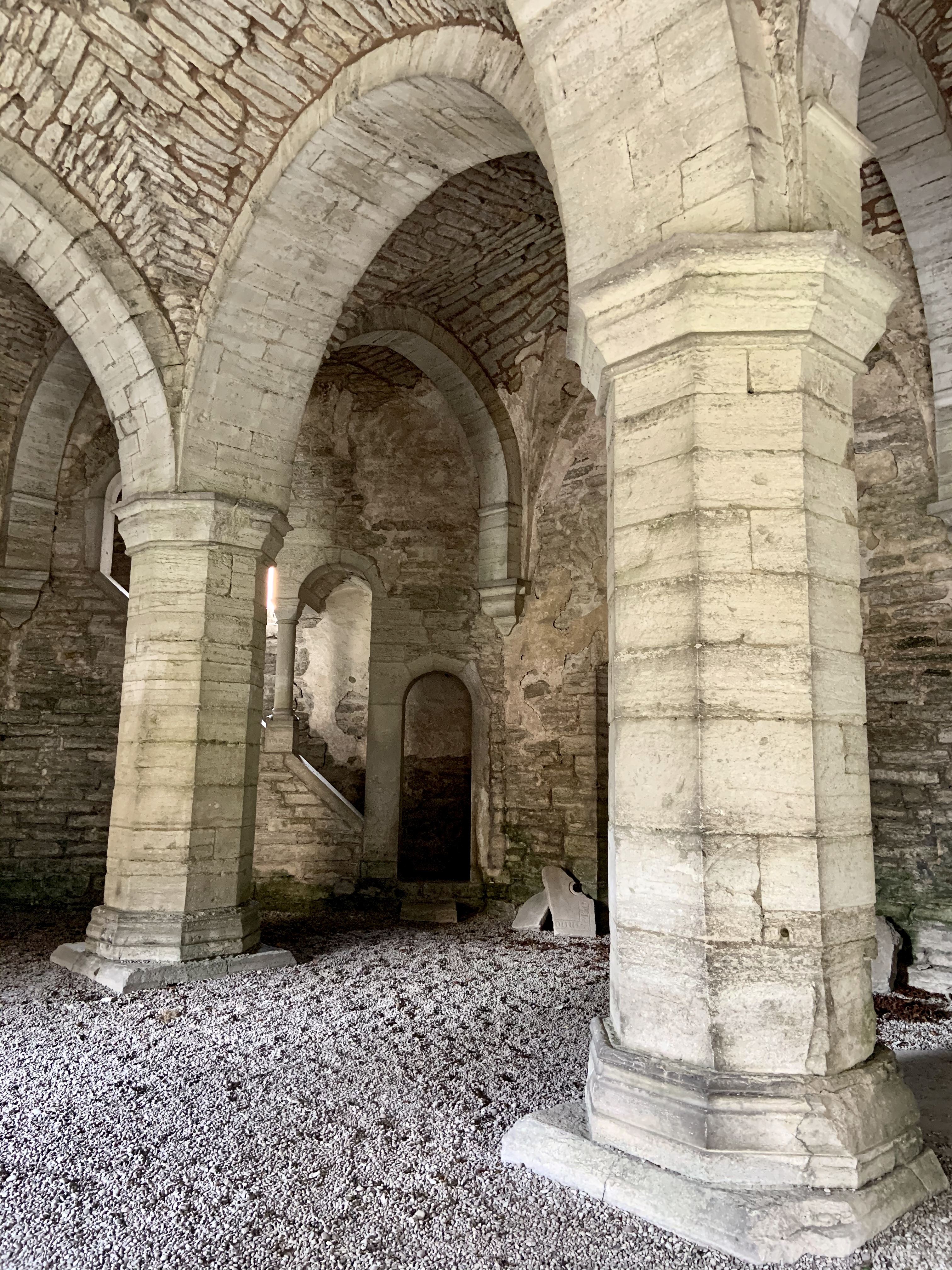
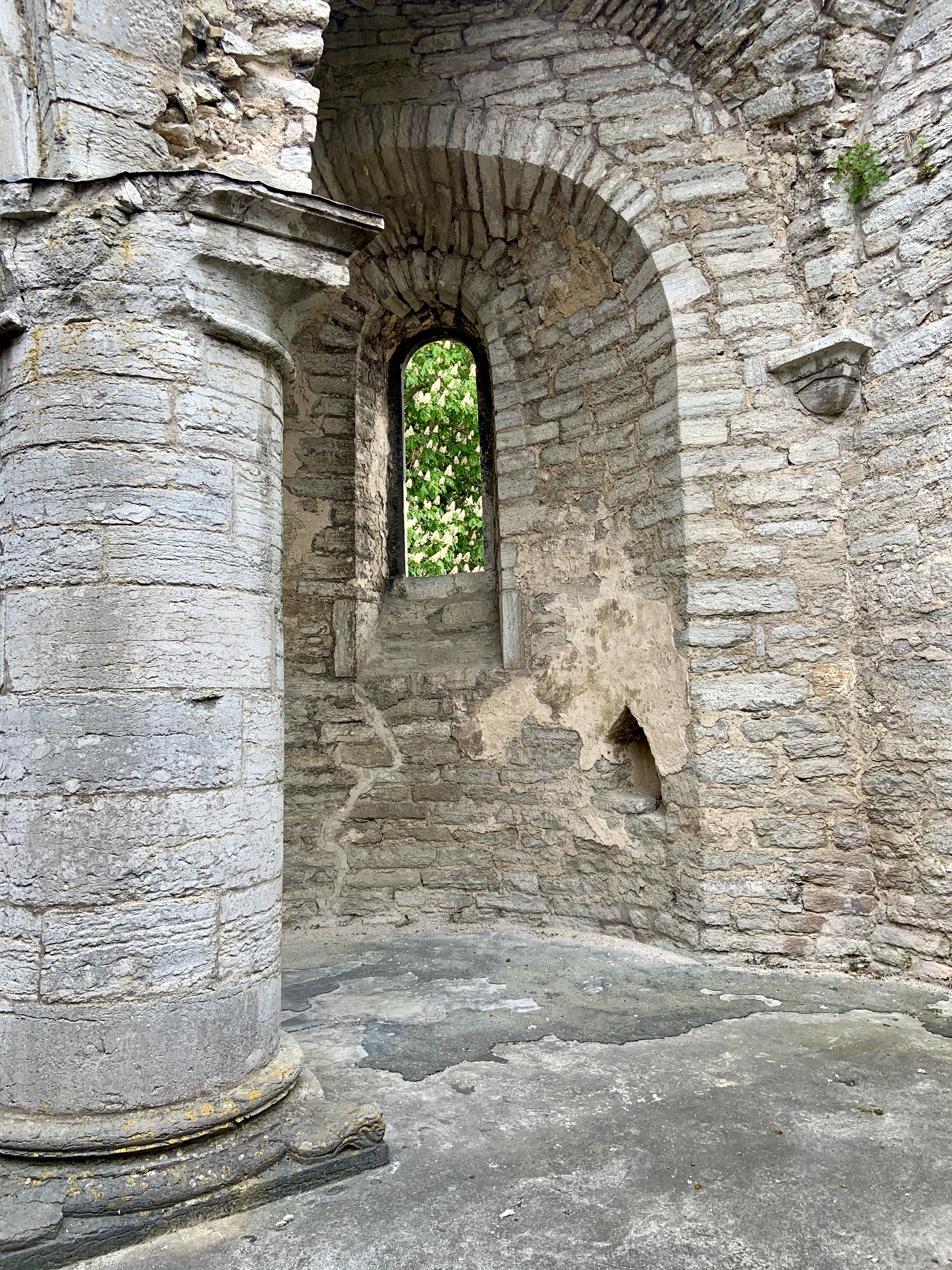
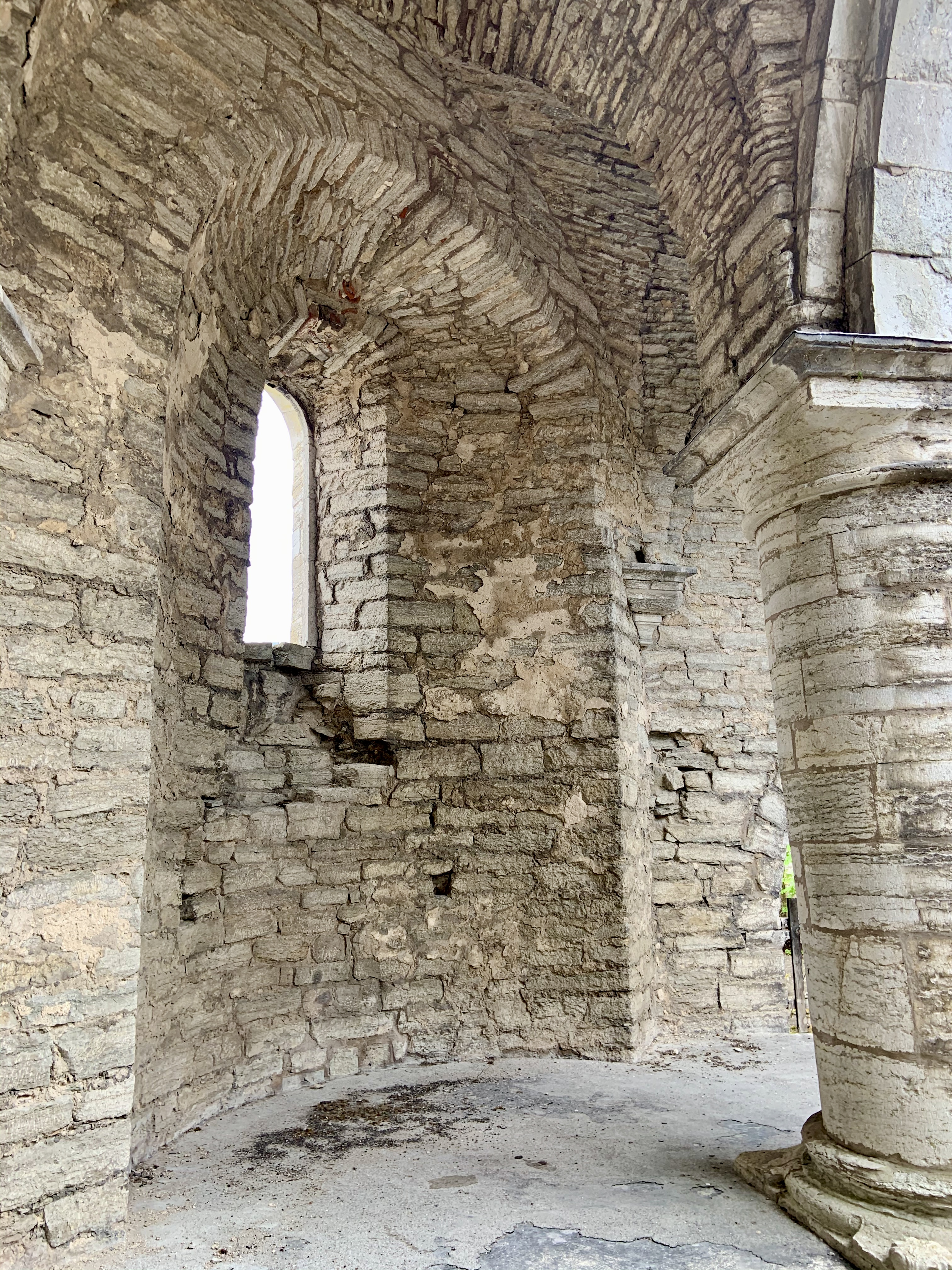